# Grandsaigne
Grandsaigne (Grand Sanha auf Okzitanisch) ist eine französische Gemeinde im Département Corrèze in der Region Nouvelle-Aquitaine. Die Bewohner nennen sich Grandsaignois(es).

## Geografie
Die Gemeinde liegt im Zentralmassiv auf dem Plateau de Millevaches und somit auch im Regionalen Naturpark Millevaches en Limousin und wird von der Corrèze de Pradines, einem rechten Nebenfluss der Corrèze, durchflossen.
Tulle, die Präfektur des Départements, liegt ungefähr 37 Kilometer leicht südwestlich, Égletons etwa 20 Kilometer südöstlich und Ussel rund 45 Kilometer nordöstlich.
Nachbargemeinden von Grandseigne sind Bonnefond im Norden und Nordosten, Saint-Yrieix-le-Déjalat im Südosten, Chaumeil im Südwesten sowie Pradines im Westen und Nordwesten.
Der Lac de Viam liegt etwa zehn Kilometer nordwestlich von Grandsaigne.

### Verkehr
Der Ort liegt ungefähr 20 Kilometer nordwestlich der Abfahrt 22 der Autoroute A89.

## Wappen
Beschreibung: In Blau ein goldenes Hifthorn mit Trageriemen, darüber ein silberner Stern, unter dem Hifthorn  heraldisch rechts eine goldene Mittagssonne und links ein silberner zunehmender Mond.

## Einwohnerentwicklung
| Jahr      | 1962 | 1968 | 1975 | 1982 | 1990 | 1999 | 2007 | 2018 |
| Einwohner | 144  | 134  | 111  | 87   | 70   | 58   | 47   | 52   |

## Sehenswürdigkeiten

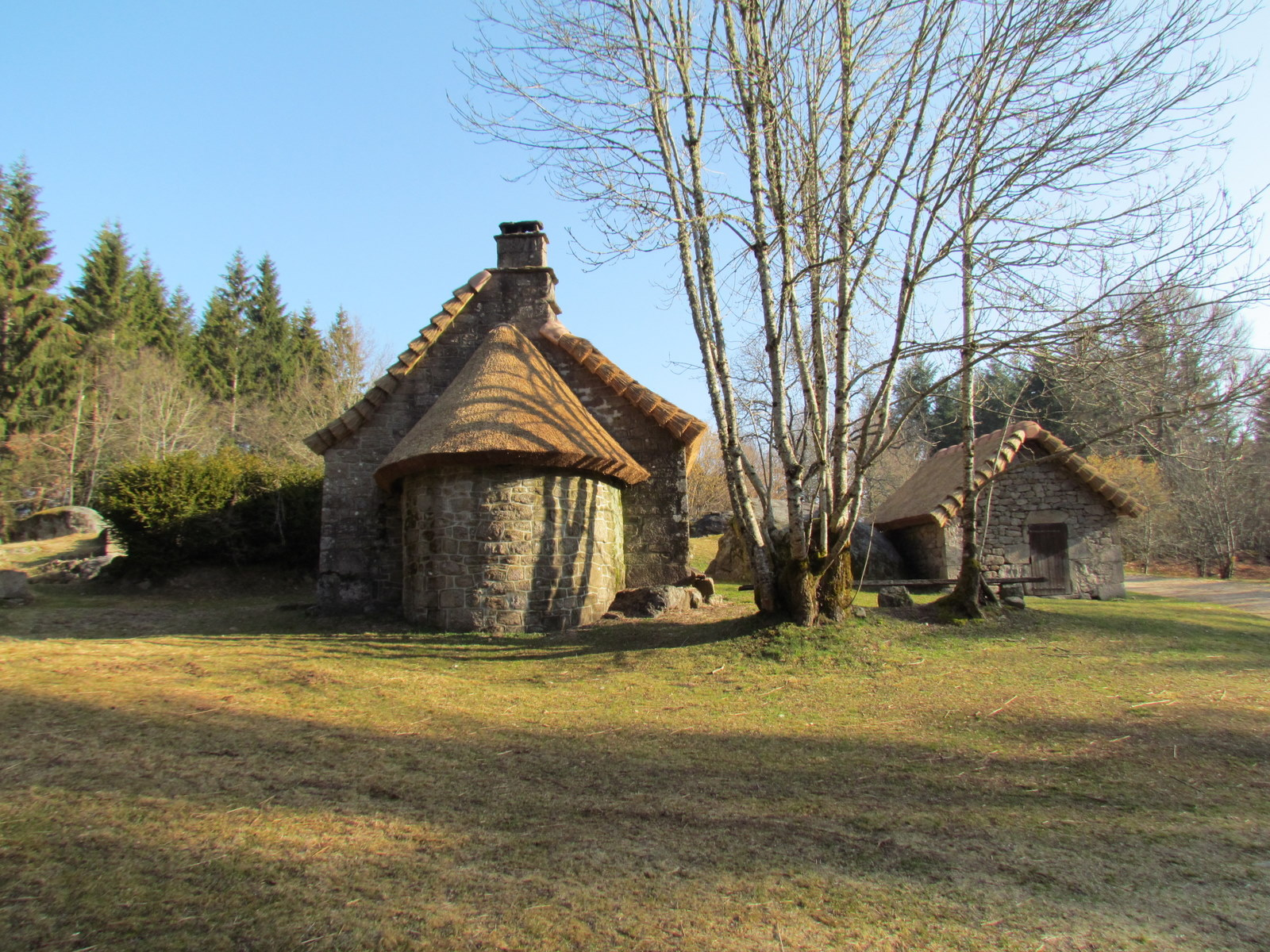
Dorfkirche Sainte-Madeleine in Clédat

- Die Kirche Saint-Georges, ein Sakralbau aus dem 13. und 14. Jahrhundert, ist als Monument historique klassifiziert[2].
- Clédat, Museumsdorf